# Neotaenioglossa
Neotaenioglossa es un orden de gasterópodos. Es un nombre en desuso. Originalmente citado por Haller in 1882. Ponder y Warén (1988) y Marquet (1997) lo asignaron al superorden Caenogastropoda. El Integrated Taxonomic Information System (ITIS) considera el orden Neotaenioglossa como un sinónimo de Cerithioidea  Férussac, 1819.
La más reciente taxonomía de los gasterópodos (Bouchet & Rocroi, 2005) no incluye este nombre. Todas las familias han sido reubicadas dentro de Littorinimorpha, Neogastropoda y el grupo informal Ptenoglossa, todos ellos incluidos en Hypsogastropoda.

## Familias
Lista de las familias incluidas en el orden Neotaenioglossa:
- Aclididae G.O. Sars, 1878
- Annulariidae
- Aporrhaididae
- Assimineidae H. and A. Adams, 1856
- Atlantidae Wiegmann and Ruthe, 1832
- Barleeiidae
- Batillariidae
- Bithyniidae
- Bursidae Thiele, 1925
- Caecidae Gray, 1815
- Calyptraeidae Blainville, 1824
- Capulidae Fleming, 1822
- Carinariidae Blainville, 1818
- Cassidae Latreille, 1825
- Cerithiidae Fleming, 1822
- Cerithiopsidae H. and A. Adams, 1854
- Cypraeidae Rafinesque, 1815
- Elachisinidae
- Epitoniidae S.S. Berry, 1910
- Eulimidae
- Falsicingulidae
- Ficidae Conrad, 1867
- Haloceratidae
- Hipponicidae Troschel, 1861
- Hydrobiidae Simpson, 1865
- Janthinidae Leach, 1823
- Litiopidae
- Littorinidae Gray, 1840
- Modulidae
- Naticidae Guilding, 1834
- Obtortionidae
- Ovulidae Fleming, 1822
- Pelycidiidae
- Personidae
- Pickworthiidae
- Planaxidae Gray, 1850
- Pleuroceridae
- Potamididae H. and A. Adams, 1854
- Pterotracheidae Gray, 1840
- Ranellidae Gray, 1854
- Rissoidae Gray, 1847
- Siliquariidae Anton, 1839
- Skeneopsidae Iredale, 1915
- Strombidae Rafinesque, 1815
- Thiaridae
- Tonnidae Peile, 1926
- Tornidae
- Triphoridae Gray, 1847
- Triviidae Trochel, 1863
- Truncatellidae Gray, 1840
- Turritellidae Clarke, 1851
- Vanikoridae Gray, 1845
- Velutinidae Gray, 1840
- Vermetidae Rafinesque, 1815
- Vitrinellidae Bush, 1897
- Xenophoridae Philippi, 1853